# 1369
Évszázadok: 13. század – 14. század – 15. század
Évtizedek: 1310-es évek – 1320-as évek – 1330-as évek – 1340-es évek – 1350-es évek – 1360-as évek – 1370-es évek – 1380-as évek – 1390-es évek – 1400-as évek – 1410-es évek
Évek: 1364 – 1365 – 1366 – 1367 –  1368 – 1369 – 1370 – 1371 – 1372 – 1373 – 1374

## Események

### Határozott dátumú események
- március 14. A montieli csatában Bertrand du Guesclin francia connétable döntő győzelmet arat a navarrai hadsereg felett, megszerezve a kasztíliai koronát Trastamare gróf (utóbb II. Henrik kasztíliai király) számára.[1]
- április 22. – Hugues Aubriot, V. Károly francia király pénzügyminisztere leteszi a Bastille alapkövét.[2]
- május 7. – Kassa városa címeres kiváltságlevelet kap Nagy Lajos királytól.[3] Ez Európa legrégebbi, városi címeres levele.[forrás?]
- szeptember 5. A Hanza-szövetség és Norvégia 1371. június 24-ig tartó fegyverszünetet kötnek.[4]
- szeptember 22. – Guido fia, II. Luigi Gonzaga lesz Mantova ura, aki 1382-ig uralkodik.

### Határozatlan dátumú események
- az év folyamán
  - V. Károly francia király felmondja a brétigny-i szerződést, és hadat üzen Angliának.[5]
  - I. Lajos magyar király serege Szörényvárnál győzelmet arat I. László havasalföldi fejedelem felett, aki hűbéresként tovább uralkodhat Havasalföld felett.[6]

## Születések
- John Dunstable angol zeneszerző.

## Halálozások
- január – I. Péter ciprusi király (meggyilkolják)
- március 23. – I. Péter kasztíliai király (*  1334)
- augusztus 14. –  Hainaut-i Filippa, III. Eduárd angol király felesége
- szeptember 22. – Guido Gonzaga, Mantova ura (*  1291)